# TOI-1194
TOI-1194 — одиночная звезда в созвездии Большой Медведицы на расстоянии приблизительно 484 световых лет (около 149 парсек) от Солнца. Визуальная звёздная величина звезды — +11,3m.
Вокруг звезды обращается, как минимум, одна планета.

## Характеристики
TOI-1194 — жёлтый карлик спектрального класса G8V. Масса — около 1 солнечной, радиус — около 0,98 солнечного, светимость — около 0,705 солнечной. Эффективная температура — около 5364 K.

## Планетная система
В 2023 году группой астрономов было объявлено об открытии планеты TOI-1194 b.